# ۱۲۷۰ (قمری)
۱۲۷۰ (قمری)، هزار و دویست و هفتادمین سال در گاهشماری هجری قمری است. اول محرم این سال برابر با چهارم اکتبر سال ۱۸۵۳ میلادی است.

## وابسته
- میرزا آقاخان کرمانی
- قاآنی شیرازی
- ملک‌الشعرای صبوری